# Confine tra Belgio e Germania
Il confine tra il Belgio e la Germania descrive la linea che separa i due stati. Ha una lunghezza di 167 km.

## Caratteristiche
Il confine ha andamento nord-sud. Inizia alla triplice frontiera denominata Vaalserberg dove si incontrano il Belgio, la Germania ed i Paesi Bassi e termina alla triplice frontiera tra Belgio, Germania e Lussemburgo sul fiume Our.
Il confine include le cinque enclavi della Vennbahn.